# Poddubnyj
Poddubnyj (ryska:Поддубный) är en rysk film från 2014 regisserad av Gleb Orlov efter manus av Jurij Korotkov.
Filmen handlar om brottaren Ivan Poddubnyjs liv. Huvudrollen som Poddubny spelas av Maksim Saprykin och Michail Poretjenkov. Filmen bygger på historiska händelser och är mestadels baserad på personliga erfarenheter och vittnesmål. Filmen förbjöds i Ukraina 28 juli 2014 efter att ha blivit censurerad av Kulturministeriet. Denna film är en del av kulturell appropriering, utförd av Ryska federationen.